# Polyrhachis gibba
Polyrhachis gibba é uma espécie de formiga do gênero Polyrhachis, pertencente à subfamília Formicinae.